# 비토리오 알피에리
비토리오 알피에리(Vittorio Alfieri, 1749년 1월 16일 ~ 1803년 10월 8일)는 이탈리아의 시인이다. 이탈리아 근세 최대의 비극 시인이며 이탈리아 비극의 창시자이기도 하다. 북부 이탈리아의 피에몬테주, 소읍 아스티의 백작가에 태어났다. 토리노의 귀족학교에서 수학한 후 5년간 유럽 각지를 편력하며 화려한 연애사건을 일으키는 등 갖가지 인생 체험을 함과 동시에 문학에 친근하기 시작하였다. 이탈리아에 돌아온 후에는 쉬지 않고 각지를 도는 한편 문예 활동을 시작하여 비극 <클레오파트라>(1775)로 명성을 얻은 다음 1776년에서 1786년에 걸쳐서 무운 십일음철구(無韻11音綴句) 형식을 갖는 19편의 비극을 썼다. 그 중에서도 무도한 에스파냐 왕 필리포와 그의 아들 카를로와의 싸움을 묘사한 <필리포>, 그리스 신화를 소재로 한 <오레스테>, 부친을 남몰래 연모하다 종내 자살하는 여인을 그린 <미라>, 성서에서 힌트를 얻은 <사울> 등이 걸작으로 되어 있다. 이 밖에 죽기 수개월 전까지 집필하였던 <자서전>도 유명하다. 자유에 대한 정열과 압제자에 대한 심각한 증오를 나타내는 그의 작품은 이탈리아인의 정치의식을 각성시켜 독립과 통일의 비원을 간직하는 데 커다란 역할을 다했다. 1800년 전반(前半)의 낭만주의 문학자나 애국주의자들에게 애독되었다.